# Lewis Cass
Lewis Cass (9 de octubre de 1782-17 de junio de 1866) fue un político y militar estadounidense.

## Primeros años
Cass nació el 9 de octubre de 1782 en Exeter en el Estado de Nuevo Hampshire y sus padres eran Jonathan Cass y Molly Gilman. En su localidad natal Lewis Cass estudió en la prestigiosa Academia Phillips de Exeter. En 1800 Cass se trasladó con su familia a Marietta, en el Estado de Ohio. El 26 de mayo de 1806 se casó con Elizabeth Spencer.
Lewis Cass sirvió en la Guerra anglo-estadounidense de 1812 con el rango de General de Brigada del Ejército de los Estados Unidos, y en el transcurso de ella participaría en la Batalla del Támesis. Como recompensa por sus servicios Cass fue nombrado Gobernador del Territorio de Míchigan por el presidente James Madison el 29 de octubre de 1813 y permanecería en ese cargo por casi 18 años hasta el 6 de agosto de 1831 (en ese entonces Míchigan aún no era un estado de la Unión estadounidense, sino un territorio organizado incorporado que es el paso previo a convertirse en estado, y por eso el gobernador todavía no era elegido en elecciones democráticas sino que era nombrado por el presidente de los Estados Unidos). Durante su gestión como gobernador a menudo estuvo ausente por lo que varios secretarios territoriales debieron servir de gobernadores interinos en su lugar.
En 1817 Cass fue uno de los dos comisionados que en nombre del gobierno de los Estados Unidos negoció y firmó el Tratado de Fort Meigs, por el que varias tribus indias terminaron de ceder sus tierras en el valle del Río Ohio a los Estados Unidos, que las vendió a colonos blancos.
En 1820 Cass dirigió una expedición en el norte de los Grandes Lagos, en lo que actualmente es el norte del Estado de Minnesota, con el fin de cartografiar la zona y descubrir la fuente del Río Misisipi. La fuente del río permanecía desconocida para ese entonces, lo que no permitía fijar claramente la frontera entre Estados Unidos y la Norteamérica británica (actual Canadá). La expedición identificó erróneamente al Lago Cass como la fuente del río, pero en 1832 la verdadera fuente sería descubierta por otro explorador.
El 1 de agosto de 1831 Cass fue nombrado Secretario de Guerra de los Estados Unidos (cargo equivalente al actual Secretario de Defensa de los Estados Unidos, al menos en lo que se refería al Ejército de tierra estadounidense) por el presidente Andrew Jackson; permaneció en el cargo hasta el 5 de octubre de 1836. En el ejercicio de ese cargo Cass fue una figura central en la formulación y aplicación de la política de Remoción India (una política para trasladar a las tribus indias que vivían al este del Río Misisipi a tierras al oeste de ese río). El 4 de octubre de 1836 Cass fue nombrado Ministro Plenipotenciario (Embajador) de los Estados Unidos en Francia, cargo que ocuparía hasta el 12 de noviembre de 1842.

## Primera nominación presidencial fallida
El 27 de mayo de 1844 en la ciudad de Baltimore se reunió la Convención Nacional Demócrata para elegir al candidato presidencial del Partido Demócrata de los Estados Unidos en las elecciones de aquel año.
Cass era uno de los nominados que competía por la candidatura presidencial oficial de su partido; en las primeras cuatro rondas de votaciones de la Convención, Cass llegó de segundo detrás del expresidente Martin Van Buren (que buscaba volver a la presidencia luego de haber perdido la reelección en los comicios anteriores) con una gran votación y acortando la distancia con cada nueva ronda. En la quinta votación Cass se puso al frente al obtener los votos de 107 delegados de la Convención por encima de los 103 votos que obtuvo en esa ronda Van Buren; en la sexta votación Cass amplió la ventaja al sacar 116 votos contra 101 de Van Buren y en la séptima votación Cass consiguió su mejor resultado al obtener los votos de 123 delegados contra 99 de Van Buren, mientras otros dos nominados sacaban muchos menos votos. Pero no se alcanzaba la votación calificada requerida para proclamar vencedor y en la octava votación surgió lo que en la jerga política estadounidense se suele llamar un "dark horse" ("caballo oscuro"), un competidor relativamente desconocido hasta entonces que surge por sorpresa y obtiene un increíble impulso; ese caballo oscuro era James K. Polk que obtuvo 44 votos en esa ronda después de no haber participado en las votaciones anteriores, y aunque Cass volvió a ganar esa ronda con 114 votos frente a 104 de Van Buren, la aparición de Polk arruinó sus oportunidades. En una novena votación 231 delegados apoyaron a Polk y sólo 29 a Cass, y hubo 6 abstenciones; por lo tanto se otorgó la victoria a Polk y los delegados que apoyaron a Cass en esa ronda o los que se abstuvieron procedieron a cambiar sus votos para apoyar a Polk por unanimidad ejemplificando la unidad del partido (como es costumbre en esos casos). Por lo tanto Cass perdió la candidatura de su partido de ese año; y Polk resultaría elegido presidente en las elecciones presidenciales celebradas entre noviembre y diciembre de aquel año de 1844.

## Senador
Cass fue elegido senador del Estado de Míchigan (el territorio se había convertido en estado de la Unión estadounidense en 1837) al Senado de los Estados Unidos por la Legislatura de Míchigan (Asamblea Legislativa estatal o regional de Míchigan); y tomó posesión del cargo el 4 de marzo de 1845. Este primer mandato como senador duraría hasta el 29 de mayo de 1848 cuando renunció al cargo.

## Candidato presidencial
El 22 de mayo de 1848 se reunió la Convención Nacional Demócrata nuevamente en la ciudad de Baltimore para elegir a los candidatos del partido a la presidencia y vicepresidencia de los Estados Unidos; y como había ocurrido cuatro años antes, Lewis Cass era uno de los precandidatos que competía por la candidatura presidencial oficial del Partido Demócrata. El presidente Polk no aspiraba a la reelección, así que eso anticipaba una reñida competencia al interior del partido por la candidatura a sucederlo.
Desde la primera ronda de votación en la Convención, Cass se situó de primero con una amplia ventaja sobre los demás aspirantes, entre ellos sus dos principales rivales: Levi Woodbury, para ese entonces Juez Asociado de la Corte Suprema de los Estados Unidos, y James Buchanan, para entonces Secretario de Estado de los Estados Unidos (y futuro Presidente de los Estados Unidos). Con cada nueva votación la ventaja se iba ampliando hasta que en la cuarta ronda de votación Cass consiguió la mayoría calificada requerida al obtener los votos de 179 delegados contra 38 de Woodbury, 33 votos de Buchanan, 4 de William Orlando Butler y uno de William J. Worth, además de 35 abstenciones. Con ese resultado Lewis Cass fue proclamado ganador y por lo tanto candidato oficial del Partido Demócrata a la presidencia de los Estados Unidos en las elecciones de ese año. Además la Convención eligió a William Orlando Butler (uno de los aspirantes derrotados a la candidatura presidencial) como candidato a Vicepresidente de los Estados Unidos, acompañando así a Cass en la fórmula presidencial demócrata. Unos días después de terminar la Convención en la que fue elegido candidato presidencial, Cass renunció como senador federal.  
Sin embargo, el primer problema para Cass en su campaña electoral por la presidencia de los Estados Unidos surgió cuando muchos demócratas de los estados del Norte de Estados Unidos que se oponían a la extensión de la esclavitud de los negros a los nuevos territorios adquiridos en la reciente Intervención estadounidense en México, rehusaron apoyar a Cass porque éste defendía la Doctrina de la Soberanía Popular, una doctrina que abogaba porque el pueblo de cada uno de los nuevos territorios decidiera libremente sí permitir o no la esclavitud en su territorio. Sí la solución defendida por Cass a la controversia acerca de la extensión de la esclavitud se imponía, los blancos de los estados del Sur que emigraban a los nuevos territorios podían usar sus votos para convertir esos territorios en estados esclavistas; algo que rechazaban muchos norteños que deseaban más bien eliminar la esclavitud en los estados del Sur o al menos evitar su extensión a otras regiones del país. Para éstos demócratas norteños descontentos Cass era sospechoso de tener posturas pro-esclavistas (a pesar de que Cass fuera originario del Norte) y su desconfianza se acrecentó porque la Convención Nacional Demócrata guardó silencio sobre el tema de la esclavitud en la Plataforma del partido (programa electoral para los comicios presidenciales) que aprobó antes de levantar sus sesiones.
Los demócratas disidentes se separaron del partido y se unieron a militantes disidentes de otros partidos políticos e independientes para formar un nuevo partido político que se llamó Partido del Suelo Libre; ese partido celebró su propia Convención Nacional que eligió como candidato presidencial al expresidente demócrata Martin Van Buren (él mismo que había competido cuatro años antes con Cass y Polk por la candidatura demócrata), que de esa manera se separaba del Partido Demócrata para competir contra Cass.
Por su parte el segundo partido político más importante del país en aquella época, el Partido Whig de los Estados Unidos, eligió en su Convención Nacional al general Zachary Taylor (un héroe de la guerra contra México) como su candidato presidencial; con lo que Taylor se convirtió en el principal rival de Cass en las elecciones presidenciales.

## Campaña electoral

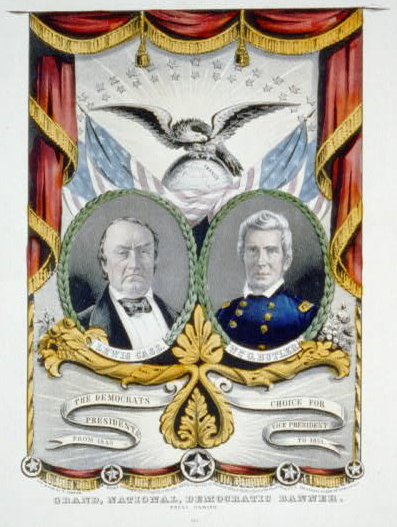
Afiche de la campaña electoral demócrata de 1848 con Cass candidato a presidente y Butler candidato a vicepresidente.

El Partido Demócrata de Cass reiteró durante la campaña electoral sus tradicionales posiciones en contra de la creación de un banco nacional, y en contra de los elevados aranceles proteccionistas y los subsidios del gobierno federal para mejoras locales. Por su parte el Partido Whig defendía lo contrario en esos temas, como también era tradición; aunque el candidato whig, Taylor, tenía reservas respecto al apoyo de su partido a los aranceles proteccionistas y los elevados gastos en mejoras por el gobierno federal.
Pero la principal desventaja para Cass era la enorme popularidad de Taylor como héroe de la Guerra Mexicano-Americana, al punto de que era comparado con George Washington y Andrew Jackson en la prensa popular y se contaban historias que aumentaban el afecto del público por él. Además Taylor era sureño y propietario de esclavos negros, algo que aunque le restaba votos entre los abolicionistas más convencidos (un electorado mayoritariamente whig), al mismo tiempo le ganaba votos entre los votantes sureños; en efecto en el Sur de Estados Unidos se extendió la creencia de que Taylor apoyaba la esclavitud (aunque en realidad se oponía a su extensión a los nuevos territorios). Y los sureños también se entusiasmaron al saber que Taylor se oponía en privado a las políticas whigs a favor de elevar los aranceles con fines proteccionistas y a los gastos federales en mejoras (políticas que también eran impopulares entre los sureños). Esto era un problema para Cass ya que tradicionalmente la mayoría de los sureños votaban por el candidato demócrata porque desconfiaban del Partido Whig por ser mayormente antiesclavista y por su proteccionismo y posición a favor de un elevado gasto federal; pero con muchos sureños apoyando al que consideraban el primer candidato whig pro-esclavista y enemigo del proteccionismo, Cass perdió una gran parte de lo que debía haber sido su electorado natural. Y por otro lado Cass también había perdido el apoyo de los demócratas norteños más contrarios a la extensión de la esclavitud que se habían marchado para apoyar a Van Buren.
Durante la campaña estuvo presente la guerra sucia, con los demócratas acusando a Taylor de "vulgar, ignorante, cruel y codicioso"; y los whigs acusando a Cass de corrupción y deshonestidad.

## Derrota electoral
Las elecciones presidenciales se celebraron el 7 de noviembre de 1848; Cass obtuvo 1.223.460 votos populares, que equivalían al 42,49% del total de los sufragios populares emitidos. El principal rival de Cass, Taylor, obtuvo 1.361.393 votos populares, equivalentes al 47,28% del total; Van Buren obtuvo 291.501 sufragios populares, equivalentes al 10,12%, y otros candidatos minoritarios obtuvieron en total 2.830 votos, equivalentes al 0,10%. Así que en cuanto a votos populares Cass llegó de segundo por detrás de Taylor y por delante de Van Buren que llegó tercero. En cuanto al Colegio Electoral, Cass obtuvo 127 electores contra 163 de Taylor y ninguno de Van Buren. Por lo tanto Cass fue derrotado y Taylor fue elegido presidente de los Estados Unidos.
Taylor había conseguido derrotar a Cass en varios estados sureños como Luisiana, Florida, Georgia, Tennessee, Carolina del Norte y Kentucky. Además, la división de los demócratas con la candidatura disidente de Van Buren permitió que Taylor triunfara en casi todos los estados del Noreste de Estados Unidos, logrando así vencer a Cass.
De esa manera Cass tuvo el dudoso honor de ser el primer candidato presidencial del Partido Demócrata que fue derrotado y no logró llegar a la presidencia nunca (Andrew Jackson fue derrotado con su primera candidatura presidencial pero logró ser elegido en su segundo intento y después sería reelegido, mientras que Van Buren fue derrotado cuando intentaba obtener la reelección, pero Cass fue vencido en su primera y única candidatura).

## Regreso al Senado

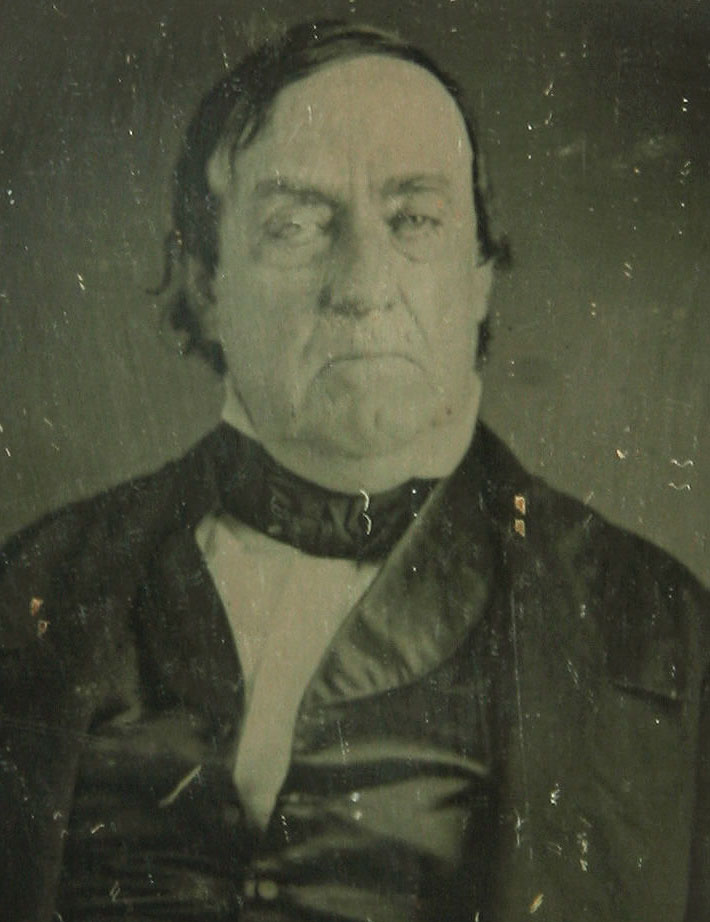
Lewis Cass

Luego de su derrota en las elecciones presidenciales, Cass fue nuevamente elegido por la Legislatura de Míchigan senador por Míchigan al Senado de los Estados Unidos y tomó posesión el 4 de marzo de 1849; reelegido en 1851 permaneció como senador hasta el 4 de marzo de 1857.
Durante esos años como senador Cass tuvo la oportunidad de servir por 24 horas, del 4 de diciembre al 5 de diciembre de 1854, como Presidente pro tempore del Senado de los Estados Unidos (en Estados Unidos el vicepresidente de los Estados Unidos es por mandato constitucional el presidente titular del Senado estadounidense, pero como es habitual que no asista a la mayoría de las sesiones del Senado, entonces los senadores eligen a uno de ellos para que sea Presidente pro tempore y presida el Senado en ausencia del Vicepresidente). Cass ocupó el cargo temporalmente cuando el anterior Presidente abandonó el puesto y mientras era elegido al día siguiente el senador que sería el nuevo Presidente de forma permanente.

## Secretario de Estado
El 6 de marzo de 1857 Cass fue nombrado Secretario de Estado de los Estados Unidos por el entonces presidente estadounidense James Buchanan (antiguo rival de Cass por la candidatura presidencial demócrata en 1844 y en 1848).
Durante su gestión al frente de la diplomacia estadounidense Cass simpatizó con los filibusteros estadounidenses que en aquella época trataban de apoderarse del control político de territorios centroamericanos, e incluso influyó para que fuera destituido de su mando el comandante naval estadounidense que había detenido y forzado a regresar a Estados Unidos al filibustero William Walker (el más famoso de los filibusteros estadounidenses, que llegó a proclamarse Presidente de Nicaragua durante algún tiempo).
El 13 de diciembre de 1860 Cass renunció al cargo de Secretario de Estado en protesta por la pasividad del presidente Buchanan ante las acciones ilegales y subversivas de los estados sureños que habían proclamado su independencia de los Estados Unidos debido a la elección de Abraham Lincoln como presidente; esos estados ocupaban las propiedades del gobierno federal (incluidos los cuarteles militares y arsenales) y Buchanan no ordenaba a las fuerzas militares federales que actuaran para impedirlo y además para evitar la secesión. Al día siguiente de su renuncia, el 14 de diciembre de 1860, Cass abandonó el cargo y dejó paso a su sucesor.
Cass murió el 17 de junio de 1866 y está sepultado en el Cementerio de Elmwood, en la ciudad de Detroit, en Míchigan.